# Sorihuela del Guadalimar
Sorihuela del Guadalimar ist ein südspanischer Ort und eine Gemeinde (municipio) mit insgesamt 1.034 Einwohnern (Stand: 2024) im Osten der Provinz Jaén in der autonomen Region Andalusien.

## Lage
Sorihuela del Guadalimar liegt in der Sierra Morena knapp 115 km (Fahrtstrecke) nordöstlich der Provinzhauptstadt Jaén in einer Höhe von 645 m.
Das Klima im Winter ist gemäßigt, im Sommer dagegen warm bis heiß; die geringen Niederschlagsmengen (ca. 583 mm/Jahr) fallen – mit Ausnahme der nahezu regenlosen Sommermonate – verteilt übers ganze Jahr.

## Bevölkerungsentwicklung
| Jahr      | 1970  | 1980  | 1990  | 2000  | 2010  | 2020  |
| Einwohner | 2.015 | 1.643 | 1.404 | 1.317 | 1.324 | 1.074 |

Der deutliche Bevölkerungsrückgang in der zweiten Hälfte des 20. Jahrhunderts ist im Wesentlichen auf die nahezu ausschließliche Anpflanzung von Olivenbäumen, die damit einhergehende Mechanisierung und den daraus resultierenden  Verlust von Arbeitsplätzen zurückzuführen.

## Sehenswürdigkeiten
- Reste der Burganlage (Castillo de Sorihuela del Guadalimar)
- Kirche Santa Aguéda (Iglesia de Santa Aguéda)

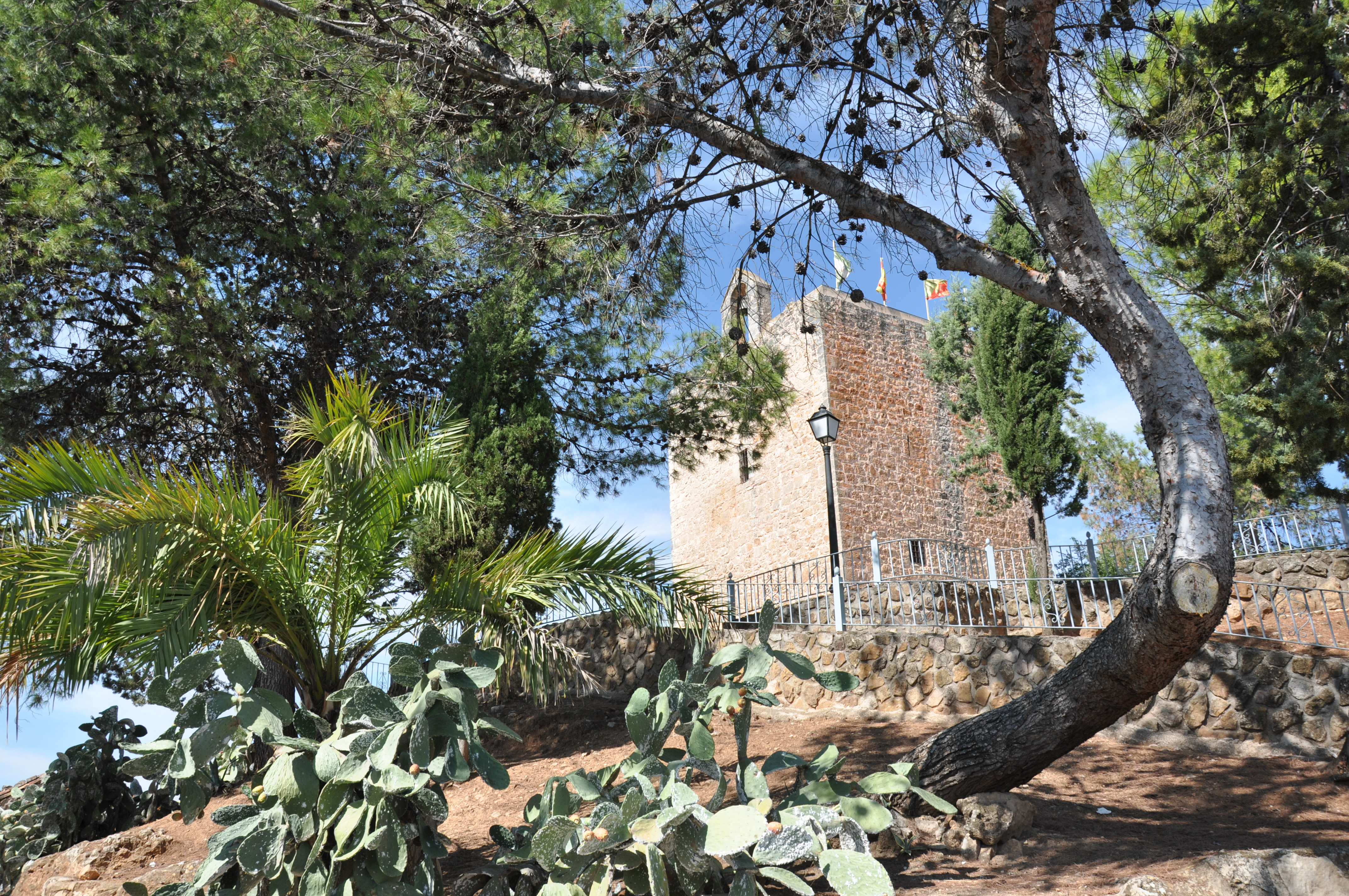
Burganlage